# My Dear Loser - Rak mai aothan
My Dear Loser - Rak mai aothan (My Dear Loser รักไม่เอาถ่าน) è una serie televisiva thailandese prodotta da GMMTV e trasmessa su GMM 25 dal 9 luglio 2017 all'11 marzo 2018, resa disponibile anche su Line TV e YouTube.
È divisa in tre stagioni autoconclusive, ma collegate: "Edge of 17", "Monster Romance" e "Happy Ever After".

## Trama

### Prima stagione:Edge of 17
Oh è un ragazzo nerd, considerato da tutti il più grande perdente della scuola. Odia la scuola perché è spesso vittima di bullismo da parte dei suoi compagni che lo chiamano Fungo. Oh è principalmente bullizzato da Copper, In e la loro gang di bulli. Anche se odia la scuola, c'è una cosa che gli dà la motivazione per andarci ogni giorno, e si tratta di Peach, la ragazza più bella e gentile della scuola. Peach è però la fidanzata di Copper. Un giorno, a scuola arriva un nuovo studente, Sun. A causa di circostanze sfortunate, diventa amico di Oh. Essendo amico del più grande perdente della scuola, è spesso preso in giro da Copper e In. Ma qualcosa in Sun fa provare dei sentimenti a In.

### Seconda stagione:Monster Romance
Pong, il leader di una gang, fa spesso a botte. Ma un giorno, Pong fa un incidente e incontra Namking, della quale lentamente si innamora. Per essere un uomo migliore per lei, cambia in meglio. Può il loro amore superare le tragedie familiari che stanno per accadere?

### Terza stagione:Happy Ever After
Un marito e una moglie avevano una vita felice e un dolce amore, ma all'improvviso un giorno decidono di divorziare. Possono ritrovare l'amore e vivere per sempre felici e contenti?

## Personaggi e interpreti

### Principali
- Oh (stagione 1, guest 3), interpretato da Korapat Kirdpan "Nanon".
Ragazzo nerd preso di mira dai bulli della scuola, innamoratissimo di Peach.
- Peach (stagione 1), interpretata da Ramida Jiranorraphat "Jane".
Fidanzata di Copper, ragazza più bella della scuola e idolo della rete, è una ragazza molto buona e gentile. Dopo aver conosciuto meglio Oh, inizierà a provare dei sentimenti per lui.
- Sun (stagione 1, guest 3), interpretato da Wachirawit Ruangwiwat "Chimon".
Appena trasferitosi, diventa subito amico di Oh e Ainam. Inizialmente nemico di In, finirà per innamorarsene.
- In (stagione 1, guest 3), interpretato da Purim Rattanaruangwattana "Pleum".
All'inizio è parte del gruppo di bulli di Copper, poi diventerà amico di Oh, Ainam, per cui ha una cotta e soprattutto Sun per il quale inizierà a provare dei sentimenti.
- Pong (stagione 2, ricorrente 1), interpretato da Thanat Lowkhunsombat "Lee".
Motociclista punk, quando incontrerà Namking se ne innamorerà e cercherà di cambiare per conquistarla.
- Namking (stagione 2), interpretata da Worranit Thawornwong "Mook".
Una ragazza di famiglia ricca, in conflitto con il padre, che gestisce un bar. Inizialmente non sopporta Pong, ma si innamorerà di lui.
- Koya (stagione 3), interpretata da Esther Supreeleela.
- Ton (stagione 3, ricorrente 2), interpretato da Puttichai Kasetsin "Push".

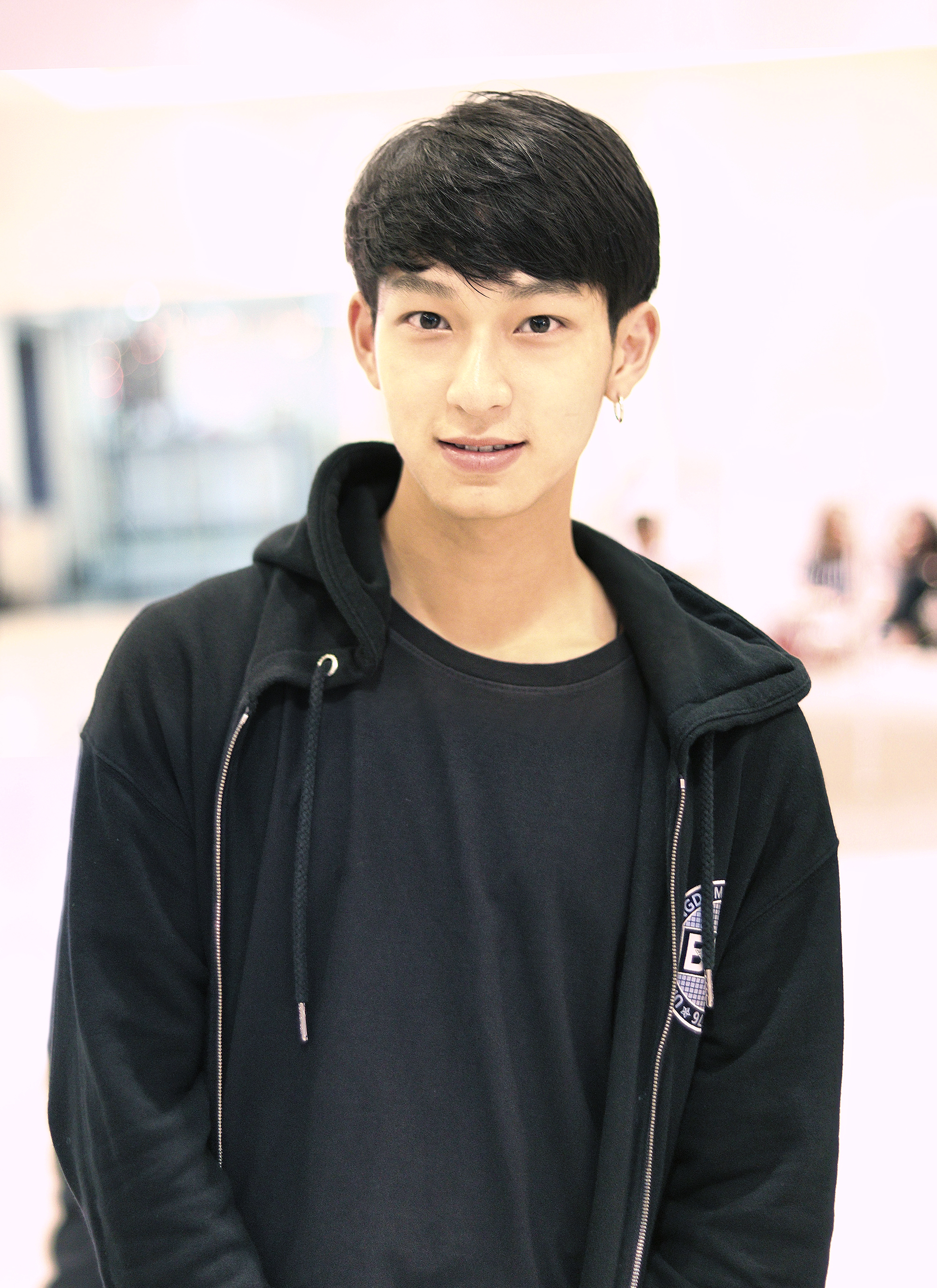
Wachirawit Ruangwiwat
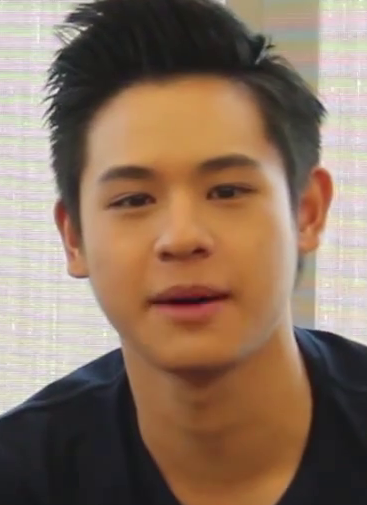
Purim Rattanaruangwattana
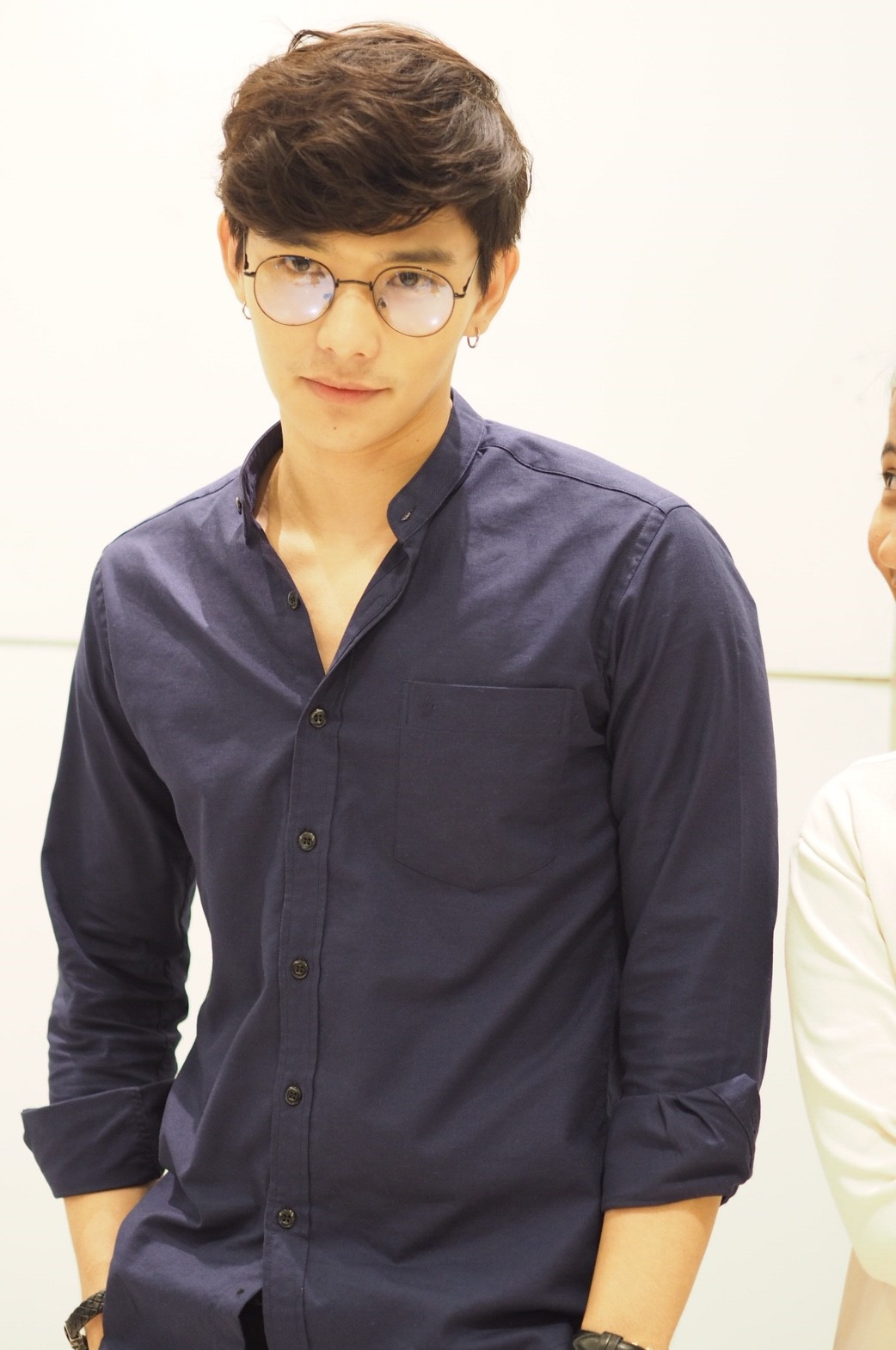
Thanat Lowkhunsombat
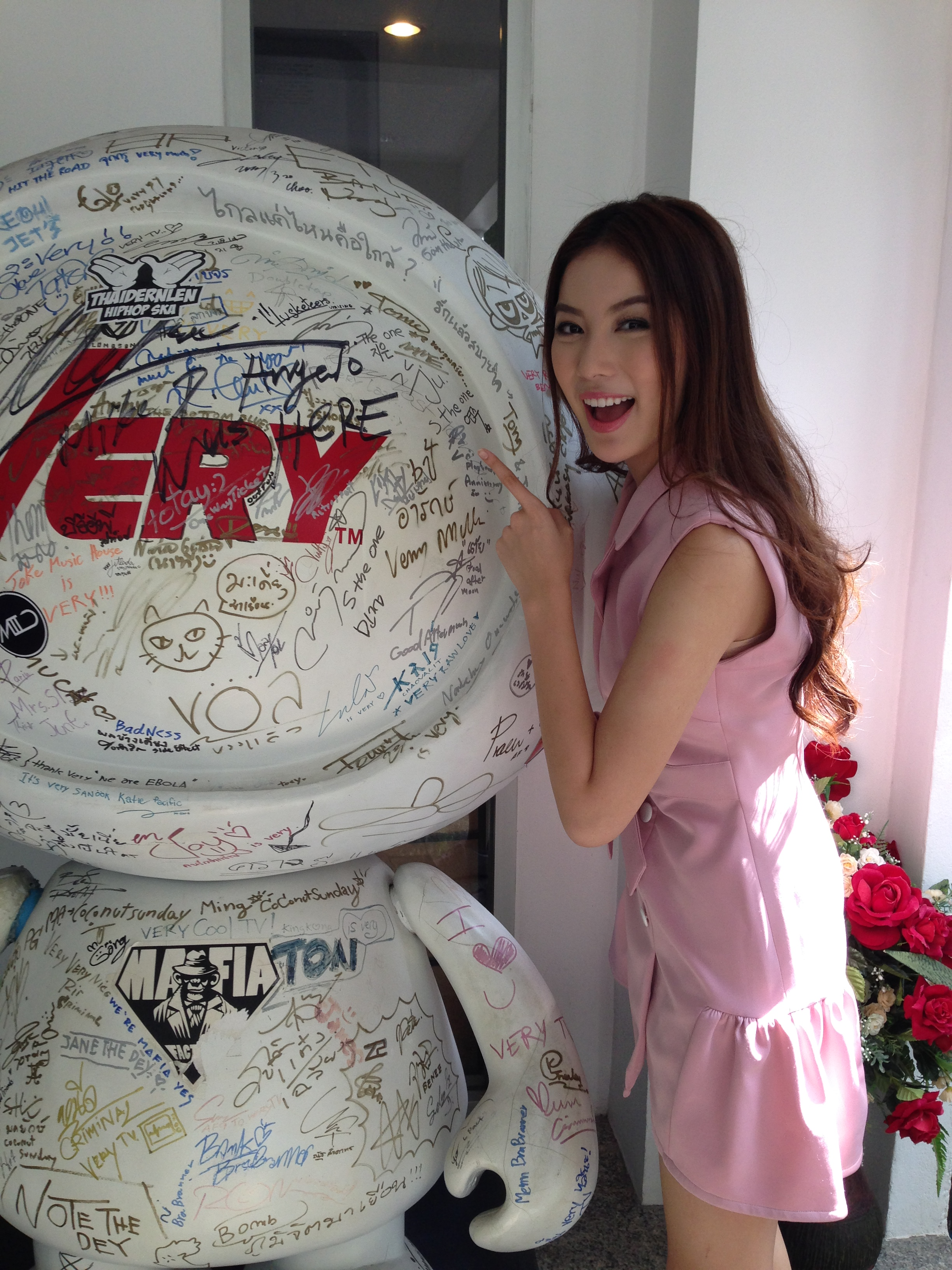
Worranit Thawornwong

### Ricorrenti
- Copper (stagione 1), interpretato da Pronpiphat Pattanasettanon "Plustor".
Nipote del preside della scuola e fidanzato di Peach. Si diverte a bullizzare Oh e i suoi amici.
- Ainam (stagione 1), interpretata da Napasorn Weerayuttvilai "Puimek".
Amica di Oh, Sun e In, ragazza responsabile e matura. Ha una cotta per Sun.
- Ken (stagione 1), interpretato da Achirawich Saliwattana "GunAchi".
Responsabile della rappresentazione teatrale con protagonisti Peach e Copper.
- Jued (stagioni 1-2), interpretato da Harit Cheewagaroon "Sing".
Uno dei migliori amici di Pong.
- Moji (stagione 1), interpretata da Apichaya Saejung "Ciize".
La migliore amica di Peach.
- Jack (stagione 1-2), interpretato da Nachat Juntapun "Nicky".
Uno dei migliori amici di Pong.
- On (stagioni 1-2), interpretata da Tipnaree Weerawatnodom "Namtan".
Ragazza salvata da Pong, per cui prova un amore non corrisposto.
- Kit (stagione 2), interpretata da Phakjira Kanrattanasood "Nanan".
Tomboy e una delle migliori amiche di Namking, della quale è innamorata.
- Tae (stagione 2), interpretato da Chanagun Arpornsutinan "Gunsmile".
Eterno rivale di Pong.
- Pok (stagione 2), interpretato da Vonthongchai Intarawat "Tol".
Fratello maggiore di Pong ed ex detenuto.
- Madre di Pong (stagione 2), interpretata da Orn-anong Panyawong "Orn".
- Emma (stagione 2), interpretata da Neen Suwanamas.
Una delle migliori amiche di Namking.
- Otto (stagione 3), interpretato da Sivakorn Lertchuchot "Guy".

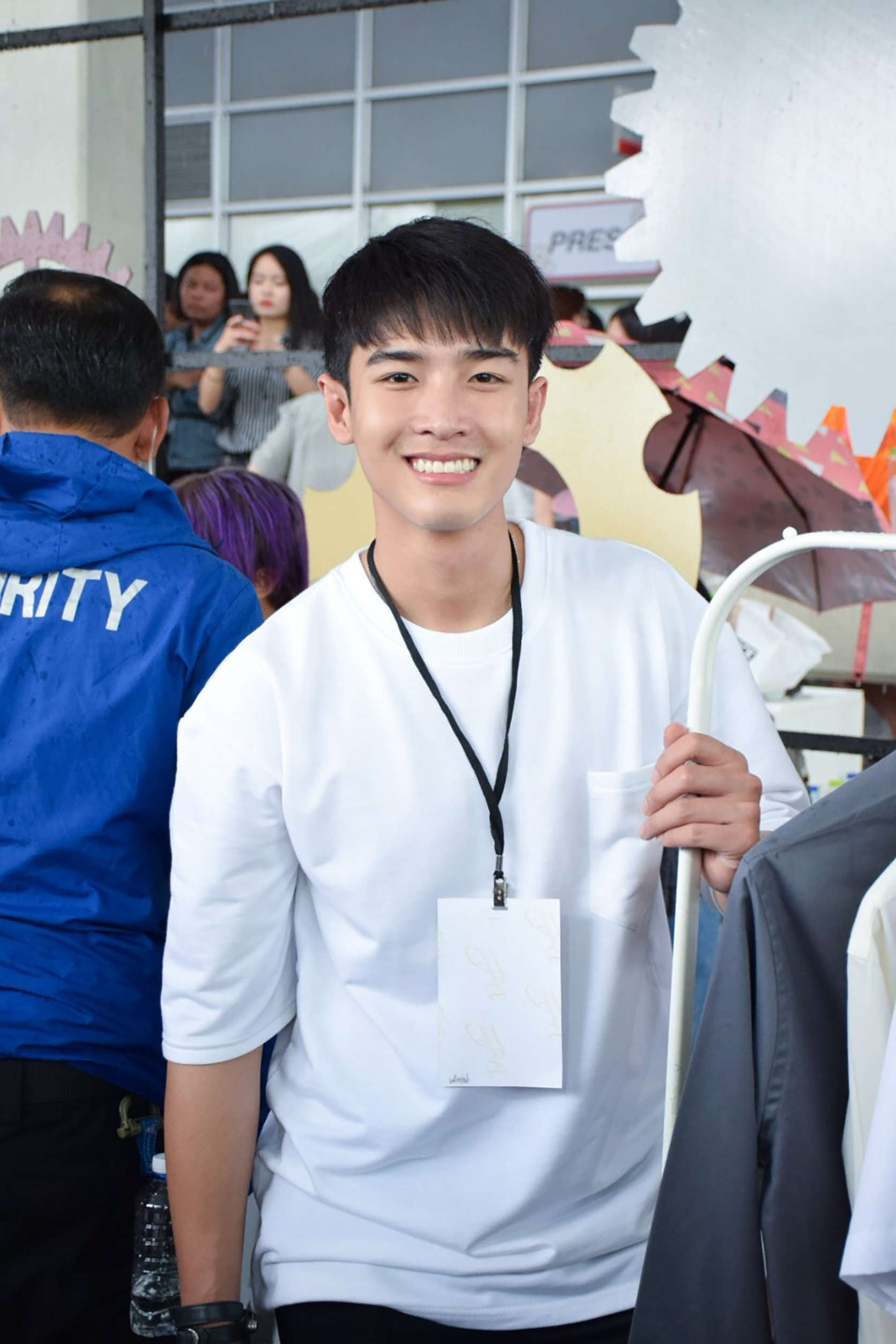
Pronpiphat Pattanasettanon
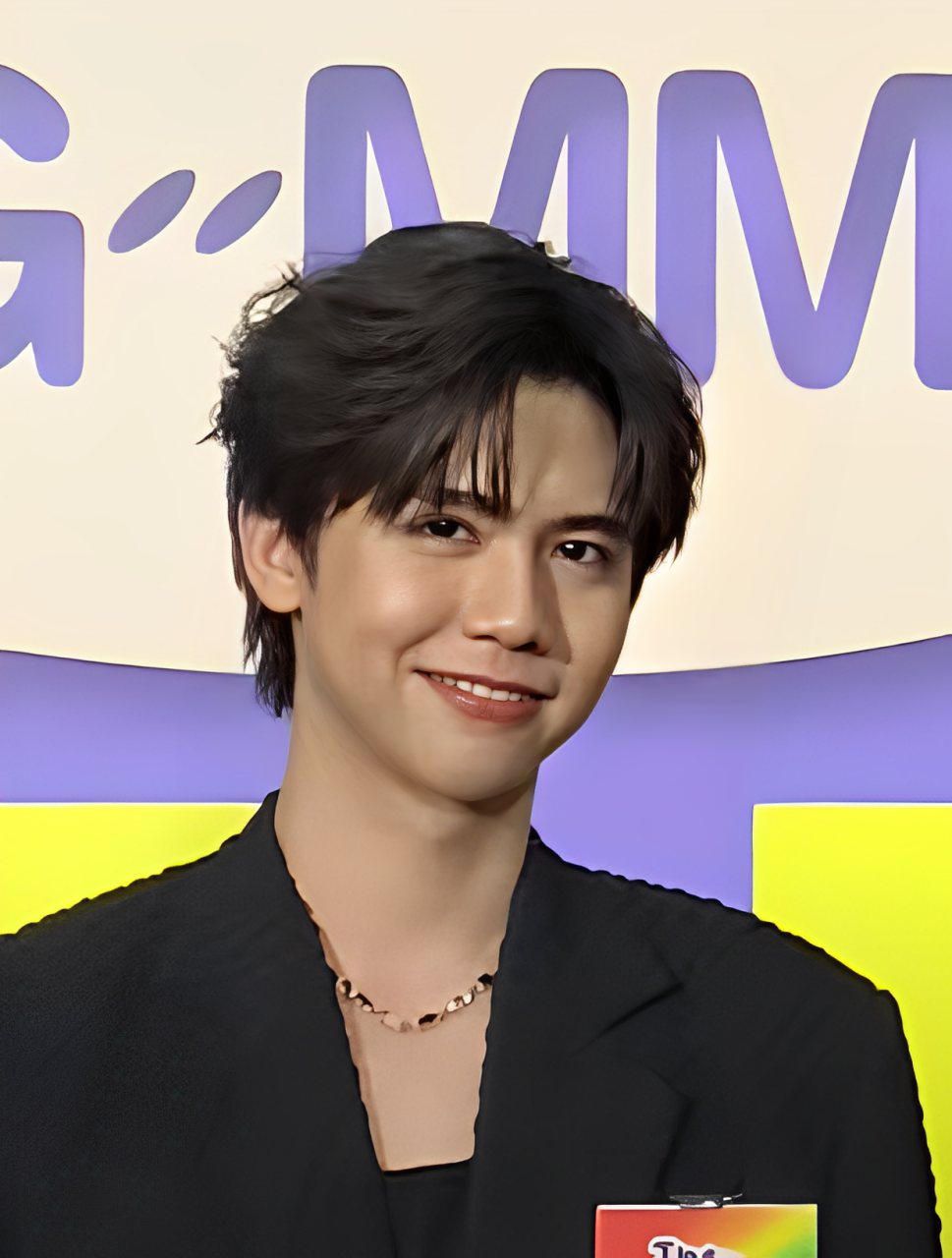
Harit Cheewagaroon
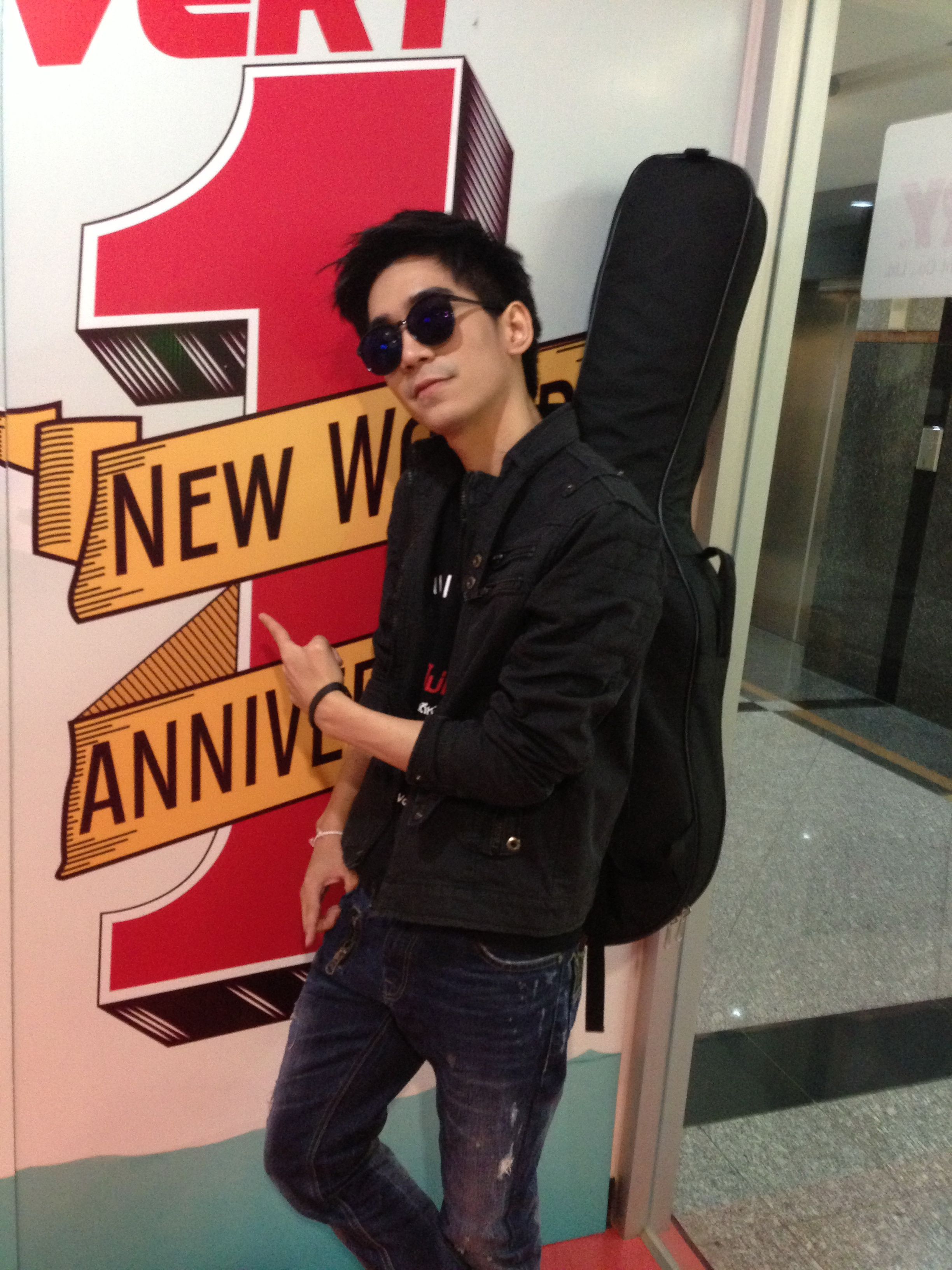
Vonthongchai Intarawat
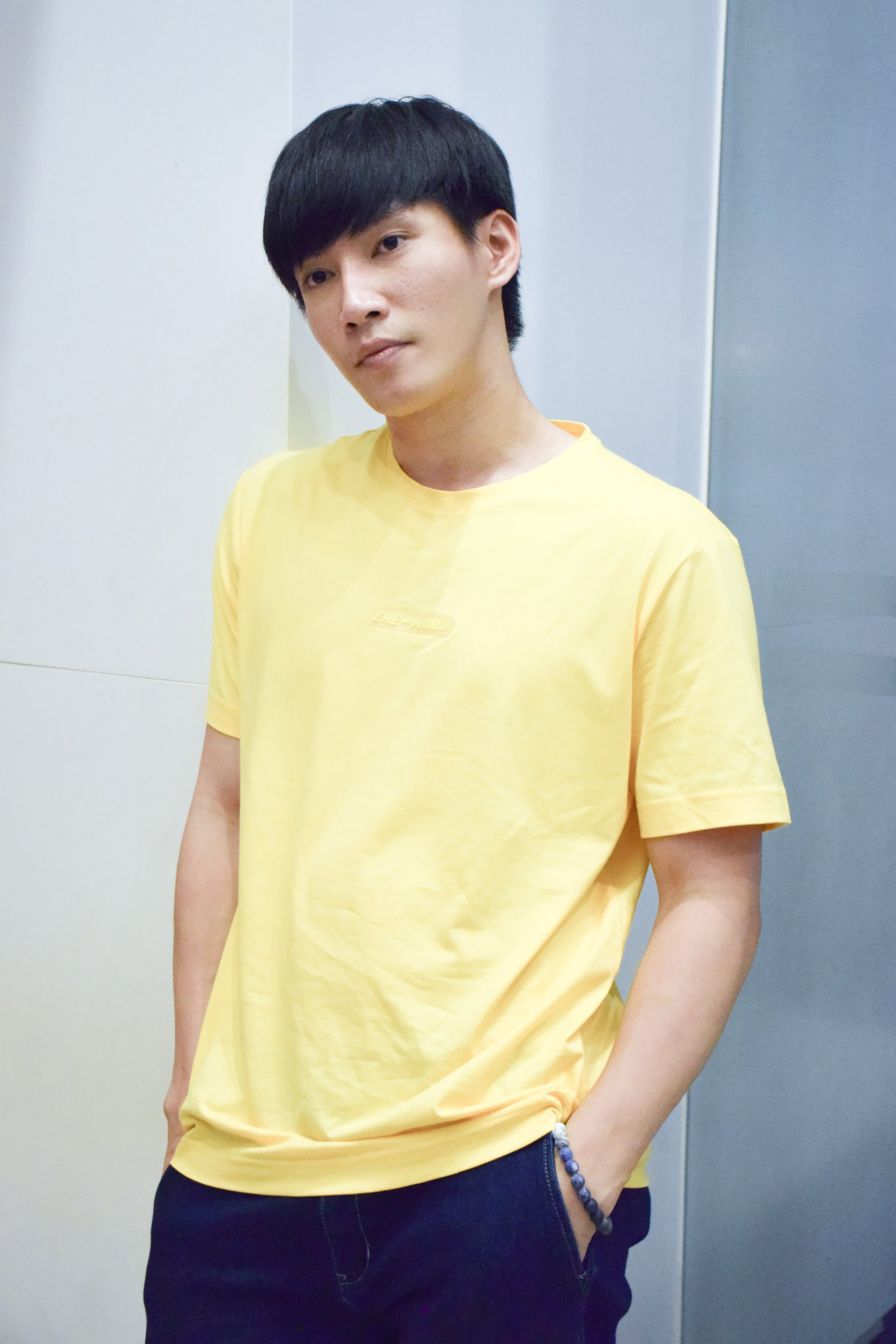
Sivakorn Lertchuchot

## Episodi
| Stagione         | Episodi | Prima TV  |
| ---------------- | ------- | --------- |
| Prima stagione   | 9       | 2017      |
| Seconda stagione | 10      | 2017      |
| Terza stagione   | 12      | 2017-2018 |

## Spin-off
Alla coppia formata da In e Sun è dedicato il 2º episodio della miniserie Our Skyy.